# English (opera teatrale)
English è un'opera teatrale della drammaturga statunitense Sanaz Toossi. Il dramma è stato portato al debutto a New York nel 2022 e l'anno seguente ha vinto il Premio Pulitzer per la drammaturgia.

## Trama
Iran, 2008. Nella cittadina di Karaj quattro iraniani prendono lezioni di inglese da Marjan, una loro compatriota che ha vissuto per nove anni a Manchester. Lo scopo dei quattro studenti è lo stesso, quello di superare l'esame TOEFL (Test of English as a Foreign Language), ma i motivi che li spingono a farlo sono diversi. La diciottenne Goli, per esempio, sogna una vita più libera e spensierata in Occidente; Roya ha bisogna del certificato per trasferirsi in Canada dal figlio e della nipotina; Elham (che è già stata bocciata cinque volte) deve avere le giuste credenziali per poter studiare medicina in Australia. Più misteriose invece sono le motivazioni di Omid, l'unico uomo del gruppo, il cui inglese impeccabile è migliore di quello della stessa insegnante. Nel corso delle sei settimane del corso i quattro studenti stringono amicizie e coltivano rancori, gli uni contro gli altri e, a volte, anche contro la lingua inglese, che Roya vede come un pericolo per la propria identità culturale.

## Genesi
Toossi ha iniziato a scrivere l'opera come parte della sua tesi per la laurea in drammaturgia all’Università di New York. Una prima versione dell'opera è stata portata in scena al Williamstown Theatre Festival nell'estate del 2020, vincendo il premio come migliore nuova opera teatrale.
L'opera ha avuto la sua prima il 5 febbraio 2022 al Linda Gross Theatre dell'Atlantic Theater Company nell'Off-Broadway. Knud Adam curava la regia, mentre il cast era composto da Tala Ashe (Elham), Ava Lalezarzadeh (Goli), Pooya Mohseni (Roya), Marjan Neshat (Marjan) e Hadi Tabbal (Omid).
Successivamente l'opera è stata rappresentata in Inghilterra dalla Royal Shakespeare Company nel 2024 ed è stata riproposta anche a Broadway nel 2025 con il cast originale.

## Accoglienza
Al debutto sulle scene newyorchesi, l'opera è stata accolta calorosamente dalla critica e ha vinto il Lucille Lortel Award e l'Obie Award per la migliore opera teatrale, oltre a ricevere candidature al Drama Desk Award e al Drama League Award. Nel 2023 English ha ricevuto il Premio Pulitzer per la drammaturgia.. Nel 2025, al suo debutto sulle scene londinesi, viene candidato al Premio Laurence Olivier.